# Invasão da República Dominicana pelos Estados Unidos em 1965
A Invasão da República Dominicana pelos Estados Unidos, também conhecida como segunda ocupação estadunidense da República Dominicana (sob o nome de Operação Power Pack), ocorreu em 1965. Os fuzileiros desembarcaram no dia 28 de abril e foram, posteriormente, apoiados por elementos do Exército dos Estados Unidos pela 82ª Divisão Aerotransportada. A Força Interamericana de Paz foi criada pela Organização dos Estados Americanos em 23 de maio de 1965 na sequência da invasão. A intervenção militar estadunidense terminou em setembro de 1966, quando a 1.ª Brigada da 82.ª Aerotransportada, a última unidade dos Estados Unidos remanescente no país, foi retirada.

## Antecedentes
Após um período de instabilidade política depois do assassinato do ditador dominicano Rafael Trujillo em 1961, o candidato Juan Bosch, um fundador do Partido Revolucionário Dominicano (PRD), foi eleito presidente em dezembro de 1962 e empossado em fevereiro de 1963. Suas políticas inclinadas a esquerda, incluindo a redistribuição de terras e a nacionalização de certas explorações estrangeiras, levaram a um golpe militar sete meses mais tarde por uma facção militar de direita liderada pelo General Elías Wessin y Wessin.
Wessin controlava o Centro de Entrenamiento de las Fuerzas Armadas (Centro de Formação das Forças Armadas ou "CEFA"), um grupo de infantaria de elite com cerca de 2000 altamente treinados. Era quase uma organização independente, criada inicialmente por Ramfis Trujillo, filho do ex-ditador, para proteger o governo e assegurar a Guarda Nacional, a Marinha e a Força Aérea. 
Posteriormente, o poder foi entregue a um triunvirato civil. Os novos líderes rapidamente aboliram a Constituição, declarando-a "inexistente".
Em 24 de abril de 1965, um grupo de jovens oficiais nas forças armadas, liderado pelo coronel Francisco Caamaño, rebelou-se contra o triunvirato. Os rebeldes pró-Bosch, conhecidos como "Constitucionalistas" por seu foco em restaurar o presidente constitucionalmente eleito, saíram para as ruas, tomando rapidamente o palácio nacional, as estações de rádio e de televisão na capital, Santo Domingo, e exigindo o regresso de Bosch. Francisco Caamaño e o Coronel Manuel Ramón Montes Arache foram os líderes dos Constitucionalistas. José Rafael Molina Ureña foi instalado como presidente provisório. Nos dias que se seguiram, os Constitucionalistas combateram com agentes de segurança interna e os elementos militares de direita do CEFA.

## A invasão estadunidense

Soldados hondurenhos (FIAP) chegam a República Dominicana, 1965.

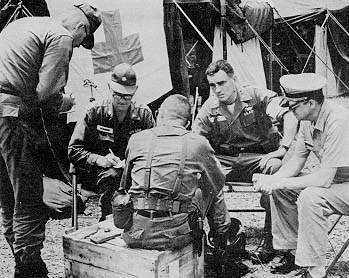
Oficiais do Serviço Médico reunidos perto de Santo Domingo a princípios de maio de 1965.

Inicialmente, a ação militar estadunidense  foi limitada à evacuação por fuzileiros dos Estados Unidos e outros civis norte-americanos da cidade de Santo Domingo. Uma zona de desembarque foi criada, no Hotel Embajador, em Santo Domingo para esse fim.
As forças pró-governamentais, chamadas lealistas, não conseguiram recuperar o controle de Santo Domingo, e a desmoralizada CEFA recuou para a sua base em San Isidro. O General Wessin e o último líder do regime deposto, Donald Reid Cabral - mais conhecido como "El Americano"  solicitaram intervenção dos Estados Unidos.
O Presidente Lyndon Johnson, convencido da derrota das forças Lealistas e temendo a criação de "uma segunda Cuba" na América Latina, ordenou forças para restaurar a ordem. Citando como razão oficial para a invasão a necessidade de proteger a vida dos estrangeiros, nenhum dos quais haviam sido mortos ou feridos; enviou uma frota de 41 navios ao bloqueio à ilha, e uma invasão foi lançada pelos Marines e elementos da 82ª Divisão Aerotransportada.
Em 28 de abril de 1965, a primeira leva de 400 fuzileiros navais do 3.º Batalhão do 6.º Regimento de Marines que compunham a 6.ª Marine Expeditionary Unit chegou em helicópteros Sikorsky H-34 e pousou no campo de polo perto do Hotel Ambajador na borda oeste de Santo Domingo. As primeiras unidades da 3.ª Brigada da 82.ª Divisão chegaram por via aérea a bordo dos C-124 Globemaster II e C-130 Hercules que aterraram no dia 29 a partir das 02h30 na base aérea de San Isidro, a leste da capital vindos da Base Aérea de Ramey, em Porto Rico. O plano do major-general York consistia em despachar uma unidade do tamanho de um batalhão da 82.ª Divisão para o oeste e proteger a Ponte Duarte para conectar as partes leste e oeste da cidade. Ele seria então auxiliado por elementos lealistas para recuperar o controle de Santo Domingo. No mesmo dia, ocorre  uma batalha em que três dos vinte tanques leves dominicanos Strv L/60 de origem sueca são destruídos por um canhão sem recuo M40 de uma  equipe antitanque da 82.ª Divisão, um tanque M50 Ontos e um M48 Patton, este último pertencente a 6.ª Marine Expeditionary Unit.
A partir de 1 de maio, as forças terrestres estadunidenses somam 4.200 (1.700 fuzileiros navais e 2.500 soldados do Exército) que assumiram o controle da cidade na área ao redor da Embaixada dos Estados Unidos e do Hotel Embajador e garantindo a evacuação de estrangeiros, um total de 6.500 serão embarcados em navios da Marinha dos Estados Unidos para Porto Rico ou evacuados por via aérea. O 1.º Batalhão do 508.º Regimento de Infantaria da 82.ª Divisão é a unidade  de vanguarda para proteger a ponte a partir de 1 de maio às 9h com apoio aéreo aproximado do F-4 Phantom II do Corpo de Fuzileiros Navais dos Estados Unidos. Assegurar a área ao redor da ponte era um empreendimento arriscado, exigindo operações de guerra urbana sob o fogo das forças rebeldes. O esforço foi ainda mais complicado pelo fato de que os rebeldes eram auxiliados pelos desertores militares constitucionalistas que usavam os mesmos uniformes das forças lealistas aliadas aos Estados Unidos. Na tarde de 30 de abril, tanto a ponte tomada às 13h15 quanto a estação da cidade estavam seguras. Na manhã seguinte, a 82.ª Divisão avançou mais para o oeste e juntou forças com os fuzileiros navais. Tropas adicionais operaram para proteger permanentemente a rota de transporte leste-oeste, esta linha de comunicação de 25 km foi apelidada de All-American Express pela 82.ª Divisão. Para demonstrar que o exército estadunidense detinha a área firmemente, o Major General York da 82.ª Divisão Aerotransportada marchou ao longo do corredor desafiando os atiradores rebeldes. O uso da força em resposta aos ataques rebeldes foi limitado ao armamento individual, com permissão específica exigida antes que as tropas pudessem responder com canhões sem recuo ou artilharia. De fato, após a artilharia estadunidense ter disparado oito projéteis sinalizadores no primeiro dia da intervenção, posteriormente permaneceria silenciosa por receio de causar danos excessivos e prejudicar a missão de paz interamericana.
Em cinco dias, de 29 de abril a 4 de maio, mais de 10.500 paraquedistas da 82.ª Divisão Aerotransportada e unidades de apoio foram transportados em quatro ondas para a República Dominicana.
Em 5 de maio de 1965, foi assinado um acordo entre os lealistas, os constitucionalistas e a Organização dos Estados Americanos, mas combates esporádicos continuaram. Assim, em 6 de maio, quatro fuzileiros navais foram mortos, outro ferido e dois brevemente capturados durante uma emboscada contra um comboio médico e um piloto de UH-1E foi ferido, mas conseguiu pousar sem danos.
No final da primeira semana, 500 fuzileiros navais e dois batalhões da 82.ª Divisão realizaram operações de segurança no terreno e, no final de maio, toda a divisão estava no país. Em 7 de maio, o general Antonio Imbert Barrera, um herói nacional por seu papel no assassinato de Trujillo, foi empossado como presidente do governo de reconstrução nacional. A partir de 8 de maio, as forças estadunidenses no terreno eram de 14.000 homens.
O cessar-fogo foi subitamente rompido pelo coronel Caamano, mas o general Imbert lançou a Operação Limpieza em 13 de maio. As forças do general Imbert conseguem eliminar os bolsões de resistência dos constitucionalistas fora de Ciudad Nueva e silenciar a Rádio Santo Domingo caída em suas mãos no início da guerra civil, mas perdem uma aeronave nesta ação. As operações terminaram em 21 de maio. O tenente-general Palmer instrui seus subordinados a iniciar as operações de estabilização. Logo as tropas estavam realizando operações de manutenção da ordem e ajuda humanitária com a distribuição de alimentos (oito milhões de toneladas no total), água e suprimentos médicos e atendimento a membros de ambas as facções e à população civil. Em meados de maio, um pico do efetivo estadunidense engajado era de 23.850 militares, incluindo 8.000 fuzileiros navais na República Dominicana e cerca de 38 navios de guerra no mar.
Os Estados Unidos juntamente com a Organização dos Estados Americanos (OEA) formaram uma força militar interamericana para ajudar na intervenção na República Dominicana. Posteriormente, a Força Interamericana de Paz (FIAP) foi formalmente criada em 23 de maio. Além da presença militar dos Estados Unidos, as seguintes tropas foram enviadas por cada país: 1130 do Brasil, 250 de Honduras, 184 do Paraguai, 160 da Nicarágua, 21 policiais militares da Costa Rica e 3 oficiais de El Salvador. Durante a guerra, morreram 44 soldados norte-americanos, e 200 ficaram feridos, entre a FIAP foram seis brasileiros e cinco paraguaios que ficaram feridos em ação. Os combates continuaram até 31 de Agosto de 1965, quando foi declarada uma trégua.
Em 15 de junho, uma grande ofensiva rebelde quase cortou a linha de comunicação entre as forças dos Estados Unidos e da Força Interamericana de Paz, o 505.º Regimento de Infantaria Paraquedista e outras unidades contra-atacaram. Após seu fracasso após dois dias de intensos combates e convencidos da determinação das forças invasoras, os líderes das duas facções dominicanas iniciaram negociações para encontrar um governo interino aceitável até a realização das eleições gerais.
A maioria das tropas estadunidenses partiu logo depois, pois as operações de policiamento e manutenção da paz foram entregues a Força Interamericana de Paz, porém alguma presença militar dos Estados Unidos, incluindo um quartel-general e a 1.ª Brigada da 82.ª Divisão Aerotransportada, permaneceu até agosto de 1966. Um batalhão dessa brigada permaneceu até setembro de 1966.
Em suma, mais de 40.000 soldados estadunidenses participaram da Operação Power Pack, incluindo cerca de 8.000 fuzileiros navais.
Em 1 de junho de 1966, as eleições são realizadas para eleger um novo presidente, entre os candidatos Juan Bosch e Joaquín Balaguer, Joaquín Balaguer ganhou pelo Partido Reformista com o apoio do governo estadunidense. Em Londres, Caamaño afirmou que com a ocupação militar, em Santo Domingo, o processo eleitoral foi influenciado; para ele, as eleições não podem ter sido livres, em um país ocupado por tropas estrangeiras. José Francisco Peña Gómez confirmou que houve fraudes e contestou o processo na província de Barahona. Centenas de pessoas tomaram as ruas para declarar que houve fraudes.
Esta intervenção acabou em 21 de setembro de 1966, quando completou-se a retirada de tropas da Força Interamericana de Paz, e com a ascensão do Dr. Joaquín Balaguer à presidência da República Dominicana em 1 de junho de 1966. A relativa estabilidade política foi seguida inicialmente pelo opressivo governo de Balaguer que iria dominar a política da República Dominicana por vinte e dois anos.

## Baixas

### Dominicanas
- Estima-se que 2.825 dominicanos morreram, a maioria civis.[17]

### Militares
- Um total de 44 soldados estadunidenses foram mortos,[17][18] 27 em ação.[17] 172 foram feridos em ação.[17] Algumas das baixas não relacionadas à batalha foram causadas por ações de estilo terrorista.[17]
- Do pessoal da Força Interamericana de Paz, 6 brasileiros e 5 paraguaios foram feridos em combate.[17]

## Reparação da OEA
A Assembleia-Geral do Quadragésimo Sexto Período Ordinário de Sessões da Organização dos Estados Americanos (OEA) aprovou, em 15 de maio de 2016, uma declaração de reparação à República Dominicana, pelo papel desempenhado pelo órgão regional, ao dar o aval que permitiu uma intervenção militar no país durante a revolução civil-militar de abril de 1965.